# Teukkalantto
Teukkalantto är en sjö i Gällivare kommun i Lappland och ingår i Kalixälvens huvudavrinningsområde. Sjön har en area på 0,0965 kvadratkilometer och ligger 379,1 meter över havet. Teukkalantto ligger i Puolva Natura 2000-område.

## Delavrinningsområde
Teukkalantto ingår i det delavrinningsområde (749078-173853) som SMHI kallar för Utloppet av Teukkalantto. Medelhöjden är 383 meter över havet och ytan är 0,29 kvadratkilometer. Det finns inga avrinningsområden uppströms utan avrinningsområdet är högsta punkten. Vattendraget som avvattnar avrinningsområdet har biflödesordning 5, vilket innebär att vattnet flödar genom totalt 5 vattendrag innan det når havet efter 230 kilometer. Avrinningsområdet består mestadels av skog (61 procent). Avrinningsområdet har 0,1 kvadratkilometer vattenytor vilket ger det en sjöprocent på 32,7 procent.